# Valledupar
Valledupar is een stad en gemeente in Colombia. De gemeente telde in 2005 400.000 inwoners. Het is de hoofdplaats van het departement Cesar.
De stad ligt aan de rivier Guatapurí.
De stad werd door de Spanjaarden gesticht op 6 januari 1550.
Elk jaar vindt eind april het Festival de la Leyenda Vallenata, het grootste muziekfestival op het gebied van vallenato plaats. De stad ontleent er haar bijnaam aan, de stad van de accordeon.
De stad is de zetel van het rooms-katholieke bisdom Valledupar.

## Geboren
- José María Pazo (1964), voetballer

## Galerij

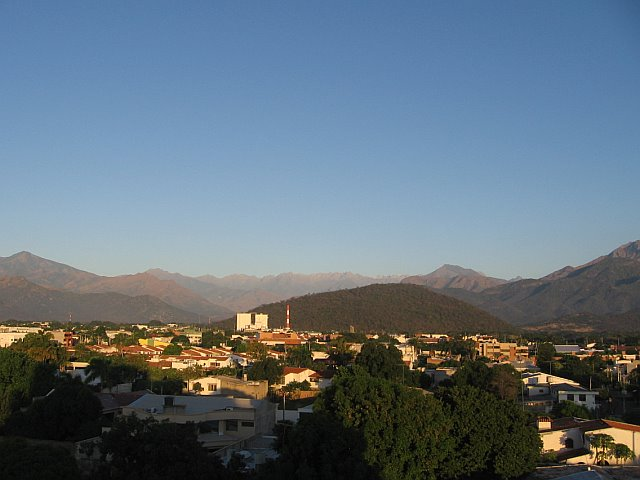
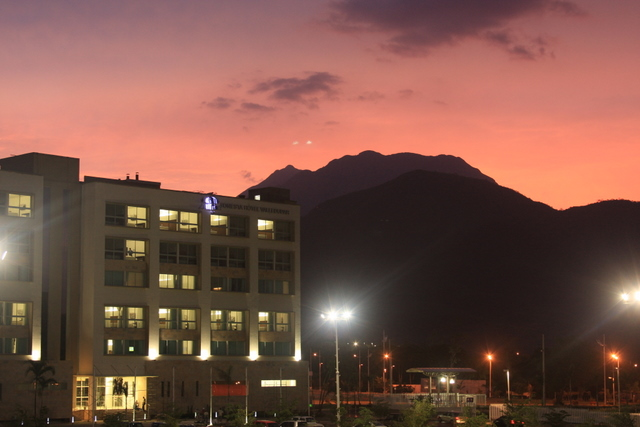
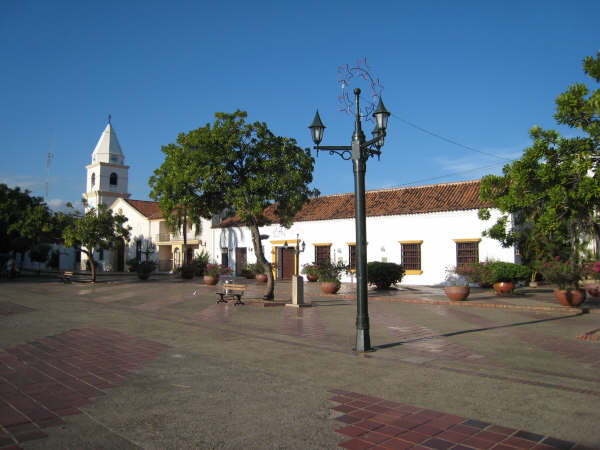
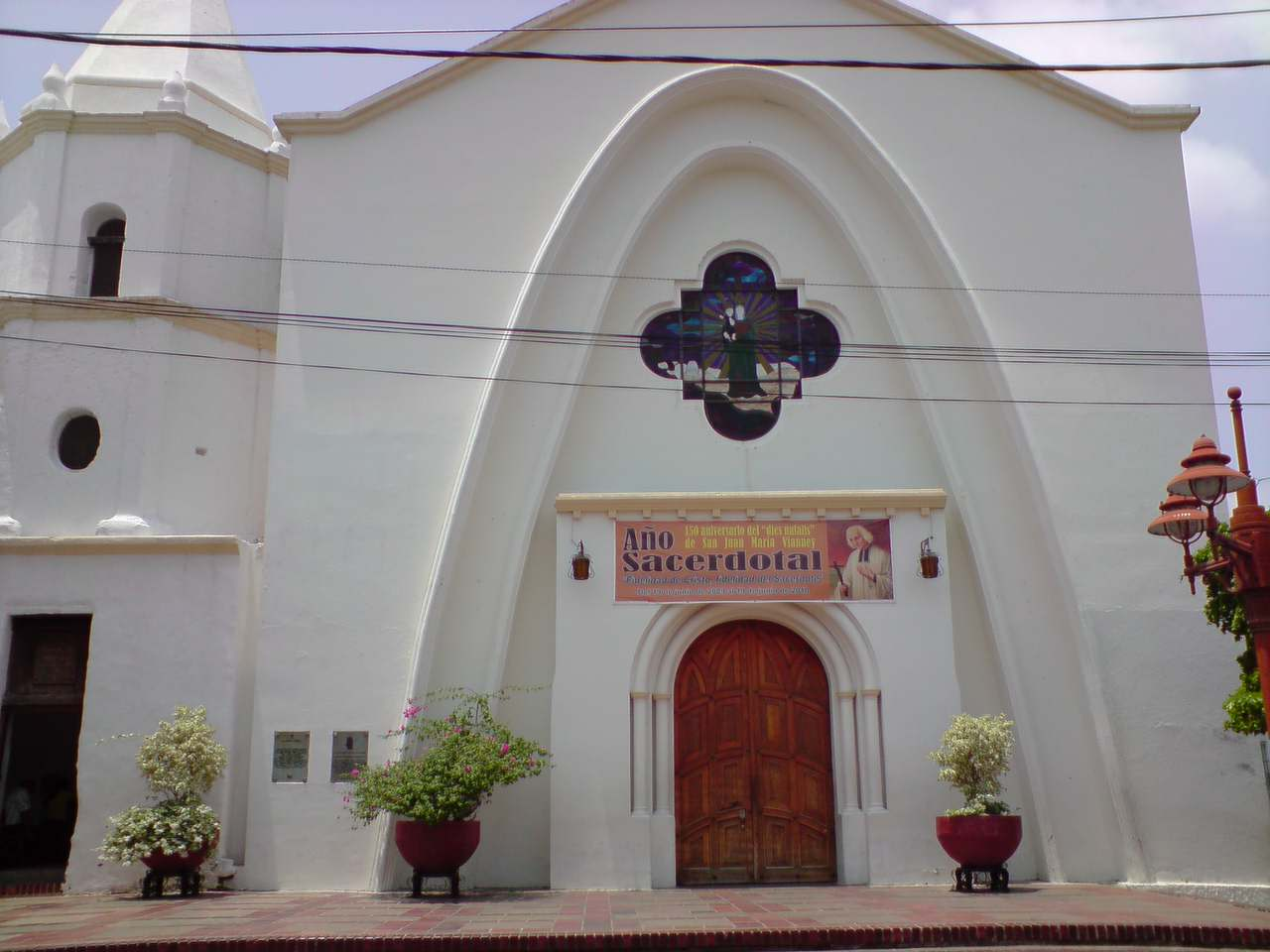
Kathedraal
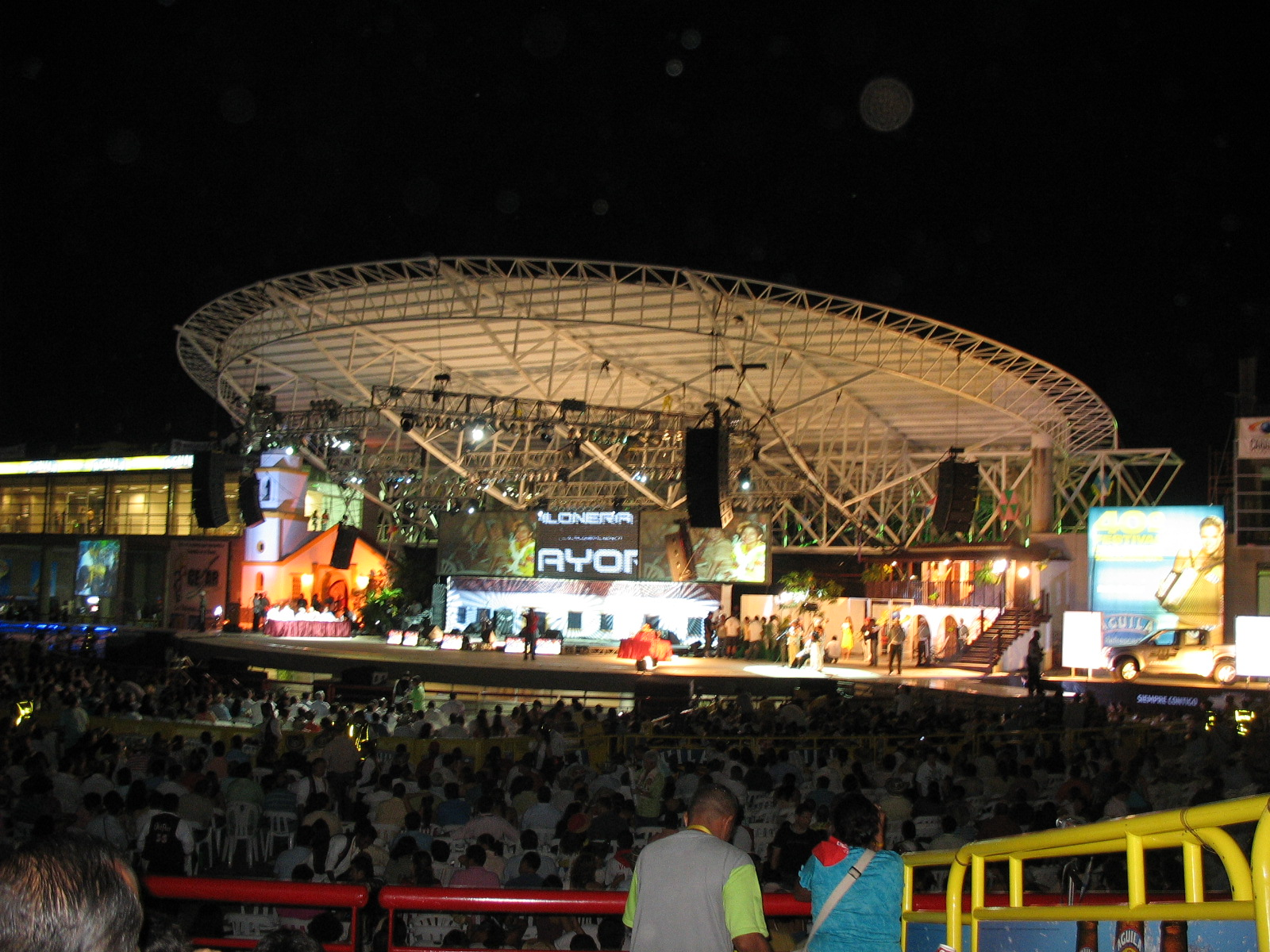
Festival de la Leyenda Vallenata